# Trichacis acuta
Trichacis acuta (лат.) — вид наездников рода Trichacis из подсемейства Platygastrinae (Platygastridae). Эндемик Колумбии (Южная Америка).

## Описание
Наездники мелкого размера. Длина тела около 2 мм (от 1,80 до 2,40 мм). Основная окраска тела чёрная; основание усикового сегмента А1 у самок жёлтое (у самцов темно-коричневое), дистальная часть А1 и А2–А10 темно-коричневая; мандибула жёлтая, но вершина коричневая, а основание темно-коричневое; нога темно-коричневая; передние крылья затемнены в задних 2/3, с более тёмным и светлым рисунком в основной 1/3. Нижнечелюстные щупики 2-члениковые, нижнегубные щупики состоят из 1 сегмента. Формула голенных вершинных шпор 1-2-2. Лоб гладкий, на вершине мезоскутеллюма есть специализированная область с пучком волосков. Предполагается, что все представители рода Trichacis являются койнобионтными эндопаразитоидами личинок двукрылых галлиц (Diptera, Cecidomyiidae).

## Классификация и этимология
Вид был впервые описан в 2012 году энтомологами Таней Миленой Ариас-Пенной (Universidad Nacional de Colombia, Богота, Колумбия) и Любомиром Маснером (Agriculture and Agri-Food Canada, Оттава, Канада) по типовому материалу из  Колумбии (Южная Америка) и включён в состав рода Trichacis из подсемейства Platygastrinae (семейство Platygastridae). Название вида связано с височными выступами.